# Niccola Clarelli Parracciani
Niccola Clarelli Parracciani, italijanski rimskokatoliški duhovnik, škof in kardinal, * 12. april 1799, Rieti, † 7. julij 1872.

## Življenjepis
1. junija 1822 je prejel duhovniško posvečenje.
22. januarja 1844 je bil imenovan za škofa Trbiža, bil povzdignjen v kardinala in imenovan za kardinal-duhovnika S. Pietro in Vincoli. 11. februarja istega leta je nato prejel škofovsko posvečenje. S škofovskega položaja je odstopil leta 1854.
10. oktobra 1860 je bil imenovan za prefekta Kongregacije za škofe. 
22. februarja 1867 je bil imenovan za kardinal-škofa Frascatija.